# 絆 (Galneryusのアルバム)
『絆』（きずな）は、GALNERYUSのミニ・アルバム。

## 概要
自身初のミニ・アルバム。
タイアップの「絆」、リレコーディングした「終わりなき、この詩」「ACROSS THE RAINBOW」の他、全6曲を収録。
ジャケットは、2011年の漢字である『絆』と、原哲夫の『蒼天の拳』をあしらったデザインとなっている。

## 収録曲
| #         | タイトル                                                         | 作詞                        | 作曲      | 時間  |
| --------- | ---------------------------------------------------------------- | --------------------------- | --------- | ----- |
| 1.        | 「絆」                                                           | SHO                         | Syu       | 5:21  |
| 2.        | 「終わりなき、この詩 (New Version)」                             | Syu                         | Syu       | 7:45  |
| 3.        | 「ACROSS THE RAINBOW (New Version Of "WHISPER IN THE RED SKY")」 | SHO                         | Syu       | 7:55  |
| 4.        | 「TIME AFTER TIME」                                              | SHO                         | YUHKI     | 5:42  |
| 5.        | 「WINNIG THE HONOR」                                             | SHO                         | YUHKI     | 8:37  |
| 6.        | 「departure! (English Version)」                                 | 羽場仁志、TEAM HUNTER、TAKA | 羽場仁志  | 4:58  |
| 合計時間: | 合計時間:                                                        | 合計時間:                   | 合計時間: | 40:18 |

### 曲解説
1. 絆
サミー『ぱちんこ CR蒼天の拳』タイアップ・ソング[2][3][4][5][6][7]。
ミュージック・ビデオは、『蒼天の拳』の舞台である1930年代の上海をイメージしている。また、格闘家の武蔵が出演しており、原作を想起させるストーリーも盛り込まれている[4][6]。
2. 終わりなき、この詩 (New Version)
5thアルバム『REINCARNATION』収録曲のリレコーディングバージョン[2][4][6]。
3. ACROSS THE RAINBOW (New Version Of "WHISPER IN THE RED SKY")
2ndアルバム『Advance To The Fall』収録曲「Whisper in the red sky」のリレコーディングバージョン[2][4][6]。
4. TIME AFTER TIME
5. WINNIG THE HONOR
6. departure! (English Version)
ボーカルのSHOのソロ名義で発表された楽曲「departure!」の全英詞アレンジバージョン[2][3][4][6]。